# Mesalazina
La mesalazina è un farmaco antinfiammatorio non steroideo (FANS) della classe dei salicilati con azione limitata al tratto gastrointestinale. Viene impiegato nella cura della Rettocolite ulcerosa e nella Malattia di Crohn per il trattamento delle fasi attive della malattia e nella prevenzione delle recidive. La sua azione è locale nell'intestino in modo da evitare effetti collaterali sistemici..
Chimicamente è acido 5-amminosalicilico (5-ASA). Il 5-ASA è la frazione attiva della sulfasalazina..

## Formulazione
La formulazione della mesalazina è sia in compresse sia in granuli per l'assunzione orale, mentre per la somministrazione rettale si usano le supposte o i clisteri. Viene commercializzato come: "Asacol", "Asamax", "Pentasa", "Pentacol", "Mesaflor", "Ipocal" e "Proctasacol". L'ultimo di questi ha il vantaggio di poter essere somministrato in monodose giornaliera, un dosaggio più conveniente per i pazienti. Studi recenti infatti hanno dimostrato che una dose unica giornaliera può essere sufficiente per il trattamento di prevenzione delle recidive.

## Effetti indesiderati
Comuni sono flatulenza, crampi e diarrea. Rari sono l'esacerbazione della colite, reazioni di ipersensibilità (inclusi rash cutaneo, orticaria, nefropatia interstiziale e lupus eritematoso), perdita di capelli, mal di testa, pancreatite acuta.